# Riserva naturale di Hai-Bar Carmel
La riserva naturale di Hai-Bar Carmel è un centro di allevamento e acclimatazione di 600 ettari gestito dalla Israel Nature and Parks Authority e situato sul monte Carmelo nel nord-ovest di Israele. Hai-Bar Carmel ha un clima mediterraneo e costituisce la controparte della riserva naturale di Hai-Bar Yotvata, che si trova nel deserto.
Animali in via di estinzione ormai scomparsi dal paese ma menzionati dalla Bibbia vengono allevati qui per una possibile reintroduzione nelle foreste mediterranee del nord di Israele.
Tra le specie presenti figurano il daino persiano (Dama mesopotamica), il muflone (Ovis orientalis), la gazzella di montagna (Gazella gazella), il capriolo (Capreolus capreolus), il grifone (Gyps fulvus), l'aquila di mare (Haliaeetus albicilla) e la salamandra dell'Asia Minore (Salamandra infraimmaculata).